# Monastero di Chrysoroyiatissa
Chrysoroyiatissa (in greco: Χρυσορρογιάτισσα) è un monastero dedicato a Nostra Signora del Melograno d'Oro situato a circa 40 chilometri a nord-est di Paphos, Cipro, ad un'altitudine di circa 820 metri. Fu fondata da un monaco chiamato Ignazio (in greco: Ιγνάτιος) nel XII secolo. Si trova a 1,5 chilometri dall'odierno villaggio di Panayia, luogo di nascita del defunto arcivescovo Makarios. L'attuale edificio risale al 1770.
Le celebrazioni si svolgono ogni anno il 15 agosto in onore della Vergine Maria. A metà degli anni '80 la vecchia cantina del monastero è stata riaperta e funziona per fini commerciali. Produce vini dai vigneti del monastero.